# Frederik (frimurerloge)
Frederik var en dansk frimurerloge i Flensborg. Logen blev stiftet den 23. juni 1863 (Sankt Hans) og var opkaldt efter Frederik 7. Logen hørte under Den Danske Store Landsloge og skulle være åben for alle kristne mænd på tværs af nationale forskelle og sprog. Dog skulle den ordførende mester være dansk undersåt (statsborger). Som logebygning fungerede Skyttehuset i Stuhrs Allé, hvor Frederik 7. besøgte logen den 30. oktober 1863. Efter den 2. Slesvigske krig 1864 fortsatte logearbejdet indtil videre. Den 24. juni 1866 rådede logen over 101 medlemmer. Den forblev medlem af den danske orden og blev endnu i 1868 indbudt til at overvære vielsen af den nyopførte ordensbygning i Klerkegade i København. Men allerede samme år blev der med Wilhelm zur nordischen Treue oprettet en specifik tysk frimurerloge i byen, som fik navnet efter den preussiske konge Wilhelm 1. Den nationale splittelse i regionen blev dermed spejlet hos byens frimurere. De tyske myndigheder lagde imidlertid pres på logen, for at den skulle tilslutte sig en af de tre preussiske storloger. At fortsætte som dansk loge ville være i strid med straffelovens paragraf for landsforræderi. Den sidste forsamling fandt sted den 19. april 1869, hvor logen stilledes i bero. I 1871 blev logebygningen i Stuhrs Allé solgt. Inventaret blev 1876 overført til Logedirektorium i København. Håbet om en genforening med Danmark eller i det mindste en ny tilladelse under tysk øvrighed var svundet. 1905 blev den hvilende loge nedlagt.
Logens navn blev senere anvendt for en frimurerisk forskningsforening.